# 글로보트라이아오실세라마이드

글로보트라이아오실세라마이드의 구조. R은 탄소 사슬이다.

글로보트라이아오실세라마이드(영어: globotriaosylceramide)는 글로보사이드의 한 종류이다. 글로보트라이아오실세라마이드는 또한 CD77, Gb3, 세라마이드 트라이헥소사이드로도 알려져 있다. 글로보트라이아오실세라마이드는 단백질이 아닌 소수의 분화 클러스터 중 하나이다.
글로보트라이아오실세라마이드는 α 1,4-갈락토실트랜스퍼레이스(A4GALT)에 의해 락토실세라마이드에 갈락토스가 알파 결합으로 연결되어 형성된다. 글로보트라이아오실세라마이드 말단의 알파 결합은 α-갈락토시데이스에 의해 가수분해될 수 있다.

## 임상적 중요성
α-갈락토시데이스의 결함은 글로보트라이아오실세라마이드의 축적으로 이어져 파브리병을 유발한다. 의약품인 미갈라스타트는 α-갈락토시데이스의 기능을 향상시키고 파브리병을 치료하는데 사용된다.
글로보트라이아오실세라마이드는 또한 장출혈성 대장균(enterohemorrhagic Escherichia coli, EHEC)의 병원성과 관련이 있는 시가 독소(Shiga toxin)의 표적 중 하나이다.
위암은 시가 독소의 수용체를 발현시키기 때문에 세균의 시가 독소는 위암의 표적 치료에 사용될 수 있다. 이러한 목적을 위해 비특이적 화학치료제는 위암 세포에 특이적인 B-소단위체와 결합한다. 이러한 방식으로 치료 중에 건강한 세포가 아닌 암세포만 파괴되도록 한다.

## 같이 보기
- 글로보사이드